# 贵概县 (缅甸)
贵概县是缅甸掸邦下辖的一个县。

## 历史沿革
2022年4月30日，缅甸政府以木姐县贵概镇区新设贵概县。

## 行政区划
贵概县下辖贵概镇区一个镇区。